# Gösta Dohlman

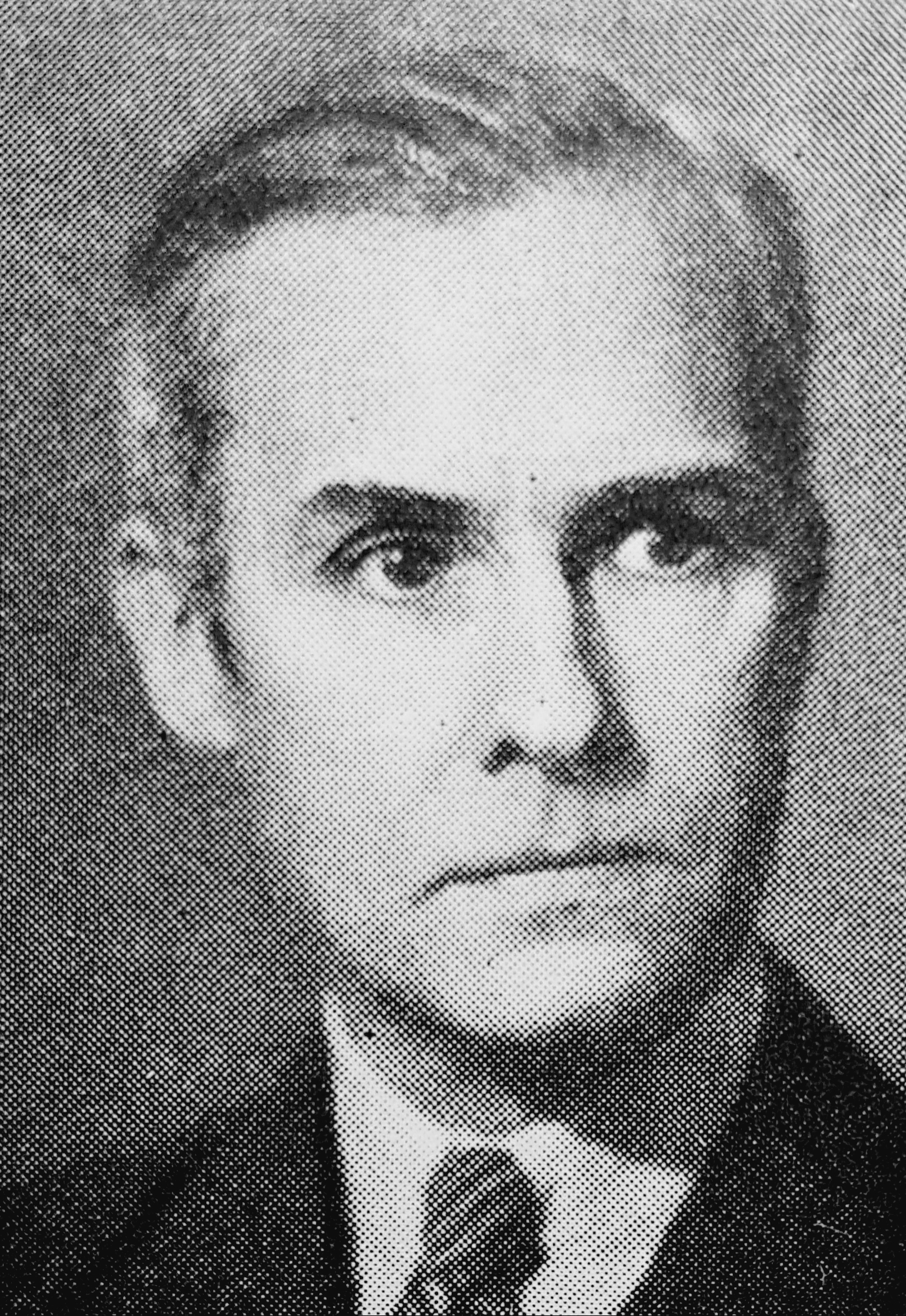
Gösta Dohlman

Fritz Gustaf (Gösta) Dohlman, ursprungligen Svensson, född 5 oktober 1890 i Stockholm, död 5 april 1983, var en svensk läkare och professor.
Han var son till med. lic.  Fritz Svensson och Agnes Stenberg. År 1921 gifte han sig med Ebba Ribbing, dotter till överstelöjtnant Sven Ribbing (släkten Ribbing) och friherrinnan Ebba Silfverschiöld.
Dohlman blev med. kand. 1914 i Stockholm, med. lic. 1920 och medicine doktor och docent i otorhinolaryngologi vid Uppsala universitet 1925. Han var överläkare vid öron-, näsa-, halskliniken i Lund från 1930 till pensioneringen. Från 1938 var han även professor i otorhinolaryngologi vid Lunds universitet. Han innehade 1956-1961 en forskartjänst i USA, och var från 1961 vikarierande professor vid University of Toronto i Kanada.
Under finska inbördeskriget 1918 var han verksam i Finland som läkare. Han var marinläkare av första graden 1922-45.